# Vallejo (Camaleño)
Vallejo es una localidad del municipio de Camaleño (Cantabria, España). En el año 2024 tenía 5 habitantes (INE). La localidad está ubicada a 615 metros de altitud sobre el nivel del mar, y a 6 kilómetros de la capital municipal, Camaleño.